# Gabriel Delmas
Gabriel Delmas (Carcassonne, 1973) è un pittore e fumettista francese.

## Biografia
Dopo essersi laureato in Lettere e all'École nationale supérieure des arts décoratifs, inizia una carriera di disegnatore anatomico e in parallelo quella di artista multimediale. Si aggira nei musei di storia naturale e nei loro magazzini, nei musei di anatomia e nelle stanze di dissezione. Ci riempie di disegni i suoi "quaderni neri", sei in tutto, dei quali gli rubano l'ultimo. Realizza opere di videoarte, fotografie, cd-rom artistici ("Disparitions") e dipinti. La sua videoinstallazione X gira in Francia, in Europa e in Asia. Realizza inoltre diversi lavori di grafica e alcune fotografie per le copertine dei romanzi delle edizioni Viviane Hamy. Per la creazione del libro-oggetto "Je crache sur le Christ inné" delle edizioni Abstèmes & Bobance realizza una xilografia e dei disegni. Nel 2001 la galleria La Hune Brennero presenta una mostra dei suoi disegni ed incisioni.
Profondamente segnato da "Métal Hurlant", appassionato di Corben, Tanino Liberatore e Druillet, decide di fare fumetti perché la pratica è considerata volgare e popolare. 
Dal 2002 in poi elabora senza tregua la propria visione anticonformista del media, basata su una narrazione subordinata alla visione, e sulla necessità di alcuni disegni come fondazioni di questa visione.
Dalle atmosfere glam rock punk gotiche, il suo primo libro, "Le psychopompe", viene pubblicato dalle edizioni Delcourt. Si tratta di un'opera libera, ai confini del manga, dei comics e del fumetto underground francese,  che si riprende l'eredità della controcultura in modo scuro, romantico e poetico . "Le psychopompe" è diventato un albo di culto tra gli appassionati di satanismo e vampirismo .
Con "Vampyr Draco Maleficus Imperator" si serve della sua esperienza del video sperimentale per mettere in risalto una narrazione libera, un ritmo forte e spezzato e un disegno focalizzato sull'emozione. Salutato dalla critica, il suo lavoro viene apprezzato da molti artisti.
Nel febbraio del 2005 esce da Carabas "Le Mouton-chien manchot", un racconto macabro e burlesco in bianco e nero. Segue poi una direzione più sperimentale e poetica, definita dallo stesso autore "mushroomic art" e che trova il suo culmine nei fumetti "Grangousiers" e "Orycteropus". Scrive inoltre sceneggiature per altri disegnatori, ricche di visioni e realtà distorte, e collabora con Patrick Pion su "Moloch Jupiter Superstar", un albo particolarmente innovativo e stravagante.
Ironico e provocatorio, ama la sua indipendenza e si tiene lontano dalle mode. In parallelo ai suoi fumetti continua i suoi lavori di fotografia, di video e la sua opera di pittore.
Nel 2006 pubblica nella collana "Révolution" dell'editore Carabas "L'Extravagant Monsieur Pimus", illustrato di nuovo da Patrick Pion. Dal suo incontro con Yacine Elghorri, con il quale condivide numerosi riferimenti, nasce "Gunman". Questi due volumi mostrano elementi più comici e paradossali rispetto al suo lavoro precedente. Nel 2007 realizza come autore completo tre volumi ancora più surreali, sempre nella serie "Révolution": "Elagabal", "Orycteropus" e "Superfunky". Il testo di "Orycteropus" è un sonetto classico i cui versi sono disseminati nelle diverse pagine del libro . Su uno sfondo viola un oritteropo rosa salta su piante allucinogene e sorvola funghi giganti. "Elagabal" e "Orycteropus" sono entrambi nella stessa linea stilistica del "Mouton-chien manchot", che ritroveremo di nuovo in "Vorax" del 2010.

## Pubblicazioni
- Je crache sur le Christ inné con Antonin Artaud, Abstème et Bobance 2001 A&B[collegamento interrotto]
- Le Psychopompe, Delcourt, 2002
- Ceux qui rampent, Delcourt, 2003
- Vampyr Draco Maleficus Imperator, Carabas, 2004
- Le Mouton-chien manchot, Carabas, 2005
- Grangousiers, Carabas Révolution, 2005
- Elagabal, Carabas Révolution, 2007
- Orycteropus, Carabas Révolution, 2007
- Superfunky, Carabas Révolution, 2007
- Ils sont parmi nous,  Carabas Révolution, 2008
- Aguirre, le principe de liberté, con Richard Marazano (sceneggiatura), Carabas, 2008
- Myrkvun (pseudonimo : Comte Gusoyn), Carabas, 2009
- Vorax, con David Calvo (sceneggiatura), Quadrants, 2010
- Seigneur Venin (pseudonimo: Gabbarel Dalmatius), Quadrants, 2011
- Largemouths, Hollow Press, 2015
- Fobo, Hollow Press, 2016
- Xuwwuu, Hollow Press, 2016

## Scenari e scritti
- Totendom, con Robin Recht (disegnatore), Alex Alice (disegnatore) Les Humanoïdes associés :

1. Acte I, 2005
2. Acte II, 2007

- Moloch jupiter superstar, con Patrick Pion (disegnatore), Carabas Révolution, 2005
- L'extravagant monsieur Pimus, con Patrick Pion (disegnatore), Carabas Révolution, 2006
- Gunman, con Yacine Elghorri (disegnatore), Carabas Révolution, 2006
- Pythons, con Joseph Lacroix (disegnatore), Carabas :

1. Tome 1, 2007
2. Tome 2, 2008
3. Tome 3, 2009

- Alianore, pseudonimo « Gabriel Bassian », Victor Jaquier (illustratore), Les Presses Littéraires, 2010
- Syntones http://www.gabrieldelmas.com/syntones.pdf[collegamento interrotto]

## Video Arte
- X-L'infestation
- Taenia Inner Addiction
- Marabou Sexy Doll
- Crashed
- Nat rewind
- Destroy me